# Balbina Alabau i Gorri
Balbina Alabau i Gorri (Barcelona, ca 1826 - febrer de 1905) fou una soprano catalana.
Deixebla de Marià Obiols. Es presentà al públic l'11 de gener de 1842. Excel·lí cantant les millors òperes italianes de l'època. El 1855 cantà L'ebreo de Giuseppe Apolloni al Liceu de Barcelona.
Després de la seva carrera, assolí una vellesa precària, visqué malalta i d'almoina i morí en l'Asil del Parc de Barcelona el dia 24 de febrer de 1905 als 78 anys d'edat.